# Ключодържател
Ключодържателят е малък аксесоар, който служи за улеснена употреба на ключове. Състои се от халка и прикрепен за нея елемент, обикновено изработена от метал или пластмаса. Дължината на ключодържателя, посредством верига или елемент, позволява връзката ключове да се използва по-лесно, отколкото ако ключовете са свързани директно с халката. Някои ключодържатели позволяват въртене в единия или в двата края, което предпазва ключодържателя от усукване, докато се използва.
Ключодържателят може да служи и за свързваща връзка между халката и колана на дадено лице. Обикновено това се ползва от персонал, чиято работа изисква често използване на ключове, напр. охранител, служител в затвора, портиер или управител на магазини за търговия на дребно. Веригата често се прибира и може да бъде найлоново въже, вместо метална верига. Веригата предпазва от случайна загуба и спестява износването на джобовете на притежателя си.

## Приложение
Освен за подреждане на ключовете във връзка и улеснения като етикетите, ключодържателят може да обедини голямо разнообразие от предмети с различно предназначение – дистанционно, флашка, устройство за гласово разпознаване, катинар, компас, фенерче, отварачка за бутилки, запалка, амулет (като заешка лапичка, четирилистна детелина, ловец на сънища, назар), играчка и др.
Ключодържателят е популярен сувенир и често се ползва за реклама. Може да се служи и за моден аксесоар.

## Галерия
- Ключодържател с четирилистна детелина
- Ключодържател с туристически елемент
- Пластмасов ключодържател на карабинер
- Ключодържател с фенерче